# Phytomyza canadensis
Phytomyza canadensis este o specie de muște din genul Phytomyza, familia Agromyzidae, descrisă de Spencer în anul 1969.
Este endemică în Alberta. Conform Catalogue of Life specia Phytomyza canadensis nu are subspecii cunoscute.